# Lustreise
Eine Lustreise war dem ursprünglichen Sprachgebrauch nach eine Reise zum Vergnügen.

## Geschichtliches
Die Lustreise dient – ähnlich wie der Lustwandel, ein seit dem 17. Jahrhundert üblicher Terminus für Spaziergang – der Zerstreuung und Erbauung; er grenzt eine Reise von anderen Reisen ab, die einem bestimmten Zweck dienten – wie beruflichen Aufgaben, Kultur, Kunst oder Bildung – oder auch von der Auswanderung oder Forschungsreise, auch Entdeckungsreise oder Expedition genannt.
Der Begriff Lustreise hatte ursprünglich keine sexuelle Konnotation, dies änderte sich im ausgehenden 20. Jahrhundert: Nun bezeichnet eine „Lustreise“ auch eine Reise zum Lustgewinn als sexuellem Vergnügen, vor allem abwertend verwendet im Kontext der Berichterstattung über Wirtschaftsskandale, weniger jedoch im Problemfeld des Sextourismus. Um die sexuelle Nebenbedeutung zu vermeiden, hat sich mittlerweile der unverfänglichere Begriff der „Vergnügungsreise“ durchgesetzt. Der Begriff der Lustreise wird dennoch auch nach wie vor ohne sexuelle Anklänge verwendet.

## Lustreise in der Literatur
- 1830 veröffentlichte der Insektenkundler Peter Samuel Schilling (1773–1852) ein Buch mit dem Titel Lustreise in die Grafschaft Glatz.[3]
- 1839 erschienen die Reiseerlebnisse des Schweizer Arztes und Palästinaforschers Titus Tobler (1806–1877) unter dem Titel Lustreise ins Morgenland;[4] sie fanden große Beachtung, wie auch die Reisebücher, die er nach seinen weiteren Reisen veröffentlichte.

## Beispiele für Lustreise im aktuellen Sprachgebrauch
- Im Sommer 2005 wurde öffentlich bekannt, dass hohe VW-Manager VW-Betriebsräte mit teuren Fernreisen bedacht hatten. Zugleich wurde der Vorwurf bekannt, selbige hätten auf VW-Kosten mit Prostituierten verkehrt. Diese Reisen wurden in Medien und Öffentlichkeit häufig als ‚Lustreisen‘ bezeichnet.[5] Der Ex-Betriebsratsvorsitzende von VW Klaus Volkert wurde zu einer Haftstrafe (2 Jahre und 9 Monate) verurteilt und musste diese auch antreten, nachdem der Bundesgerichtshof die Revision des Urteils (die er und auch die Staatsanwaltschaft betrieben hatten) abgelehnt hatte.[6]

- Im Mai 2011 wurde bekannt, dass im Rahmen einer dreitägigen Incentive-Reise für die 70 bis 100 erfolgreichsten HMI-Vertriebs-Mitarbeiter im Juni 2007 in Budapest eine Nacht in der Gellért-Therme gefeiert wurde, bei der auch mindestens 20 Prostituierte anwesend waren.[7][8] Auch diese Reise wurde häufig als ‚Lustreise‘ bezeichnet.

- Die jahrelange Praxis von großen Energiekonzernen bzw. -Gebietsmonopolisten wie RWE und E.ON, Lokalpolitiker zu aufwändigen Reisen oder Ausflügen einzuladen, wurde ab etwa 2005 zunehmend öffentlich kritisiert. Von Mitte 2005 bis etwa 2007 ermittelte die Staatsanwaltschaft Köln wegen des Verdachts, dass die E.ON und RWE jahrelang Aufsichtsräte kommunaler Energieunternehmen zu luxuriösen Lustreisen eingeladen haben. Als Motiv für die Großzügigkeit der Energieversorger vermuteten die Ermittler „politische Landschaftspflege“. 2007 ermittelte sie bundesweit gegen etwa 700 Kommunalpolitiker und leitende Kommunalbeamte, die im Verdacht der Vorteilsannahme standen. Hinzu kamen Strafverfahren gegen Manager von E.ON und RWE wegen Vorteilsgewährung. Dass elf Aufsichtsräte eines kommunalen Versorgers auf Kosten der E.ON-Tochter Ruhrgas zu einer Energie-Fachtagung – mit ihren Partnerinnen – nach Rom reisten, bezeichnete die Staatsanwaltschaft Köln als „eine eindeutige Lustreise“.[9]